# Hetereleotris vulgaris
Hetereleotris vulgaris är en fiskart som först beskrevs av Klunzinger, 1871.  Hetereleotris vulgaris ingår i släktet Hetereleotris och familjen smörbultsfiskar. IUCN kategoriserar arten globalt som livskraftig. Inga underarter finns listade i Catalogue of Life.